# Isaac Wens
Isaac Wens est un auteur de bande dessinée complet et un illustrateur français né en 1963. Il a utilisé le pseudonyme Rufus Agnostyle Junior.

## Biographie
Isaac Wens naît en 1963. Enfant, il lit Pif Gadget dans la banlieue ouvrière de Nanterre. Après le baccalauréat, il effectue une formation artistique aux beaux-arts de Nîmes. Il vit et travaille dans le Gers depuis 1998. Il commence sa carrière comme illustrateur, utilise le pseudo Rufus Agnostyle Junior et il illustre plusieurs romans de Jules Verne sur CD-ROM : Jules Verne Voyages extraordinaires éditions Hachette Multimédia en 1998 et la même année les éditions Mosquito publient son premier album de bande dessinée : Castor Joseph et le second vient en 2000 : Robert le diable. Dans le domaine du livre pour enfant, il illustre Timothée un élève différent — l'histoire d'un petit garçon autiste — sur un texte de Josiane Roque, édité cette dernière en 1999. Isaac Wens collabore pour la presse jeunesse avec les éditions Milan magazine Les Aventuriers no 38 en 2001.
En collaboration avec le scénariste Michel Oleffe, il reprend en 2003, le personnage de Carland Cross, dans la série Les Nouvelles Aventures de Carland Cross et publie le tome L'Ombre de l'éventreur pour les éditions Soleil. En 2005, dans la collection « Grafica » des éditions Glénat, et en compagnie de Rodolphe au scénario, il dessine la série London dont le premier titre La Fenêtre fantôme paraît en mars, le deuxième épisode, Le Carnet volé, en novembre et publie le même mois en tant qu'auteur complet aux éditions Mosquito : Blog du capt'ain @robase, un regard décalé sur l'actualité et le quotidien. En avril 2006, chez Nocturne, dans la collection « BD Blues », il met en images le huitième tome de cette collection Blind Lemon Jefferson qui conte les dernières heures du célèbre bluesman de Chicago sur un scénario de Rodolphe qu'il retrouve pour l'occasion. Il enchaîne avec Le Gardien des ténèbres, une histoire fantastique écrite par Rodolphe, dans la collection « Grafica » des éditions Glénat en 2007. Ensuite, il illustre un roman graphique qui aborde la fin de vie et la question de l'euthanasie : La Mort dans l'âme, sur un scénario de Sylvain Ricard, publié aux éditions Futuropolis en 2011. Il travaille à nouveau seul sur Mr Popo et les Nouilles martiennes dans la collection « Arthropode » aux éditions 6 Pieds sous terre en 2013. Il adapte en bande dessinée le roman Moby Dick d'Herman Melville et publie À la recherche de Moby Dick, aux éditions Futuropolis en 2019.
Isaac Wens participe à différents albums collectifs dont Poèmes de Victor Hugo en BD aux éditions Petit à petit en 2002 et Carrément Bruxelles dans la collection « Carrément BD » aux éditions Glénat en 2005.

## Œuvre

### Albums de bande dessinée
(par ordre chronologique)
- Castor Joseph, scénario et dessins d'Isaac Wens, Mosquito, 1998  (ISBN 2-908551-20-9)
- Robert le diable, scénario et dessins d'Isaac Wens, Mosquito, 2000  (ISBN 2-908551-32-2)[6]
- Les Nouvelles Aventures de Carland Cross : L'Ombre de l'éventreur, scénario de Michel Oleffe, dessins d'Isaac Wens, Soleil Productions, 2003  (ISBN 2-84565-627-0)
- Blog du capt'ain @robase, scénario et dessins d'Isaac Wens, Mosquito, 2005  (ISBN 2-908551-92-6)
- London, scénario de Rodolphe, dessins d'Isaac Wens, Glénat, coll. « Grafica »,

1. La Fenêtre fantôme, 2005  (ISBN 2-7234-4099-0)
2. Le Carnet volé[8], 2005  (ISBN 2-7234-4909-2)

- BD Blues, éditions Nocturne, coll. « BD Blues »

7. Blind Lemon Jefferson, scénario de Rodolphe, dessins d'Isaac Wens, 2006  (ISBN 2-84907-187-0)
- Le Gardien des ténèbres, scénario de Rodolphe, dessins d'Isaac Wens, Glénat, coll. « Grafica », 2007  (ISBN 978-2-7234-5333-2)
- La Mort dans l'âme[9],[10], scénario de Sylvain Ricard, dessins d'Isaac Wens, Futuropolis, 2011  (ISBN 978-2-7548-0305-2)
- Mr Popo et les Nouilles martiennes, scénario et dessins d'Isaac Wens, 6 Pieds sous terre, coll. « Arthropode », 2013  (ISBN 978-2-35212-098-8)
- À la recherche de Moby Dick[11],[12], scénario de Sylvain Venayre d'après le roman Moby Dick d'Herman Melville, Futuropolis, 2019   (ISBN 9782754802604).

#### Collectifs
- Carrément Bruxelles - Ronduit Brussel, Glénat coll. « Carrément 20/20 », Grenoble, septembre 2005
Scénario : collectif - Dessin : collectif dont Isaac Wens - Couleurs : quadrichromie -  (ISBN 2-87176-218-X)

### Revues et journaux
- Lily et Georges-Henri Coin-Coin, strips dans le journal Biscoto (n°26, février 2015 - …)

## Interviews
- Isaac Wens (interviewé), « Entretien avec Isaac Wens », Les Sentiers de l'imaginaire,‎ juin 2007 (lire en ligne, consulté le 1er février 2023).
- Isaac Wens (interviewé), « Isaac Wens », Biscoto,‎ 2016 (lire en ligne, consulté le 1er février 2023)